# Ornament

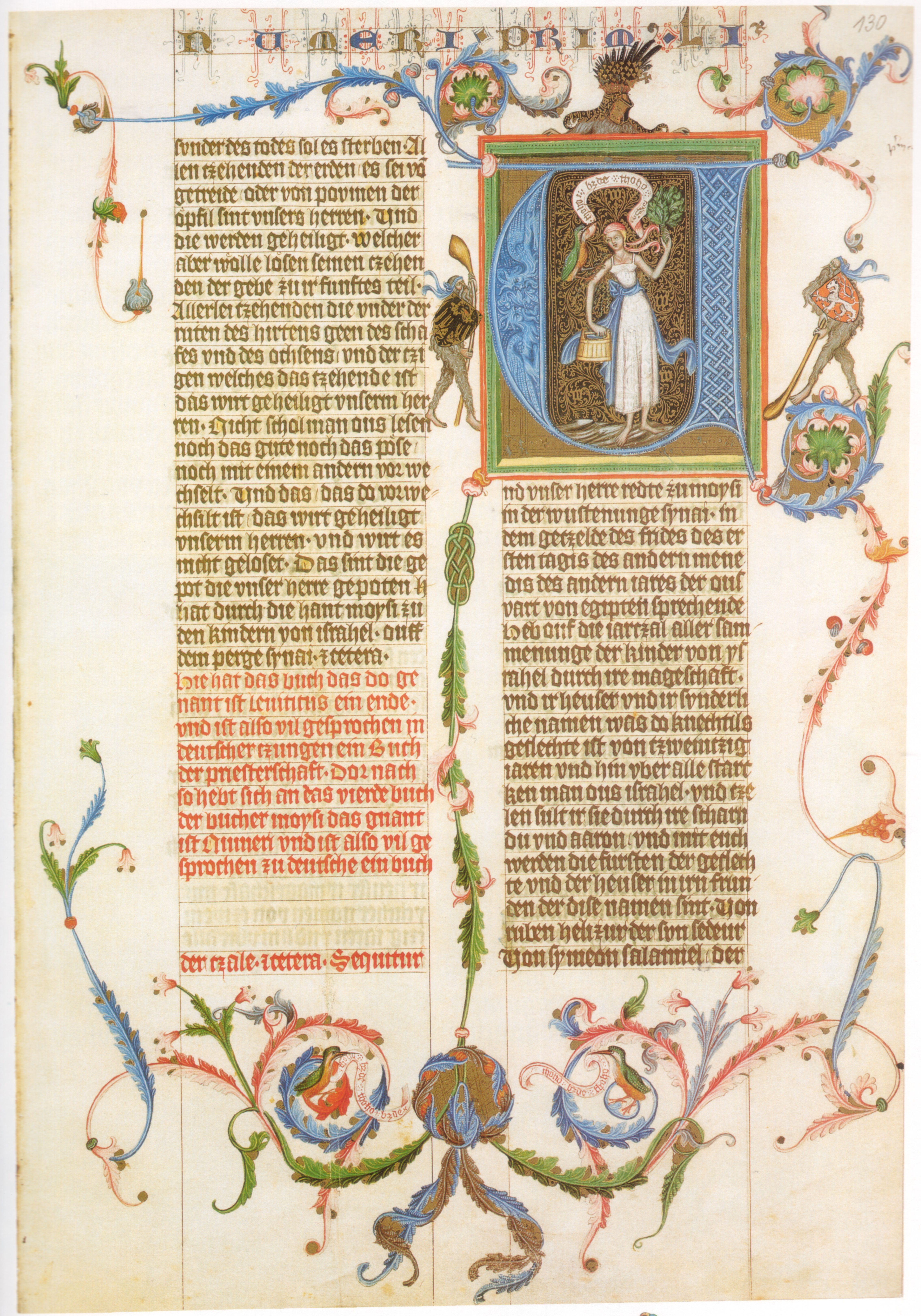
Rozvilinový ornament (Bible krále Václava IV., před 1400)

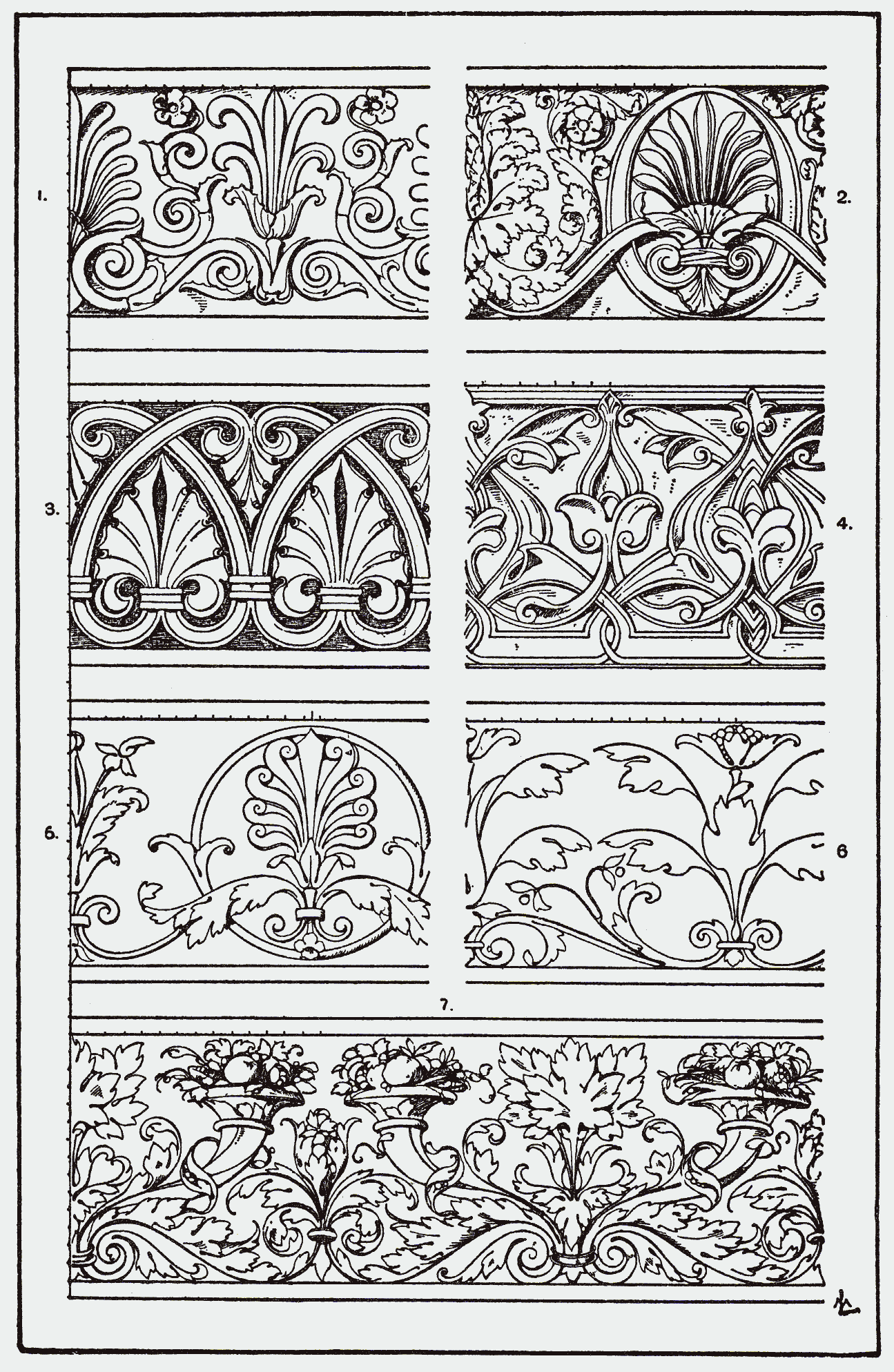
Ornamenty v příručce z roku 1898

Ornament (latinsky ornamentum – výstroj, ozdoba, okrasa) je ve výtvarném umění ozdobný prvek, který slouží ke zkrášlení nebo členění staveb, stěn, ploch, tkanin a předmětů všeho druhu. Jeho zdobná či estetická funkce silně převažuje nad funkcí zobrazovací nebo vyprávěcí (narativní).
Odklon od ornamentu byl jedním z určujících znaků moderní (funkcionalistické) architektury, nejvýrazněji formulované větou „ornament je zločin“ ve vlivném článku vídeňského architekta Adolfa Loose z roku 1910.

## Popis
Ornament může být nakreslen, namalován nebo natištěn na nádobě, na stěně nebo v knize, vytkán nebo vyšit do látky, vytesán z kamene, vyroben ze dřeva, kovu nebo hlíny nebo vtlačen do povrchu materiálu. Ornamenty mají velké množství různých forem, které mohou být inspirovány určitými předměty, květinami nebo zvířaty, je však vždy silně stylizován a nepodává žádné sdělení. Proto se může jednat i o různé abstraktní a geometrické vzory.
Charakteristickým znakem ornamentu je opakování zdobného prvku podle určitých pravidel. Existují vzorníky kreseb, které slouží jako předlohy pro vytváření ornamentů při výzdobě nábytku, architektury apod. Ornamenty se používají od nepaměti. Každá civilizace si vytvořila svou vlastní formu nebo modifikovala ornamenty jiných kultur.

## Ornamentika
Ornamentika je soustava ornamentů typických pro určité časové období, kulturu, výtvarný styl nebo jednotlivého umělce. Termín může označovat také činnost, která se teoreticky i prakticky ornamentem zabývá.

## Vzorník ornamentů
Vzorníky ornamentů z encyklopedie Meyers Konversations-Lexikon:

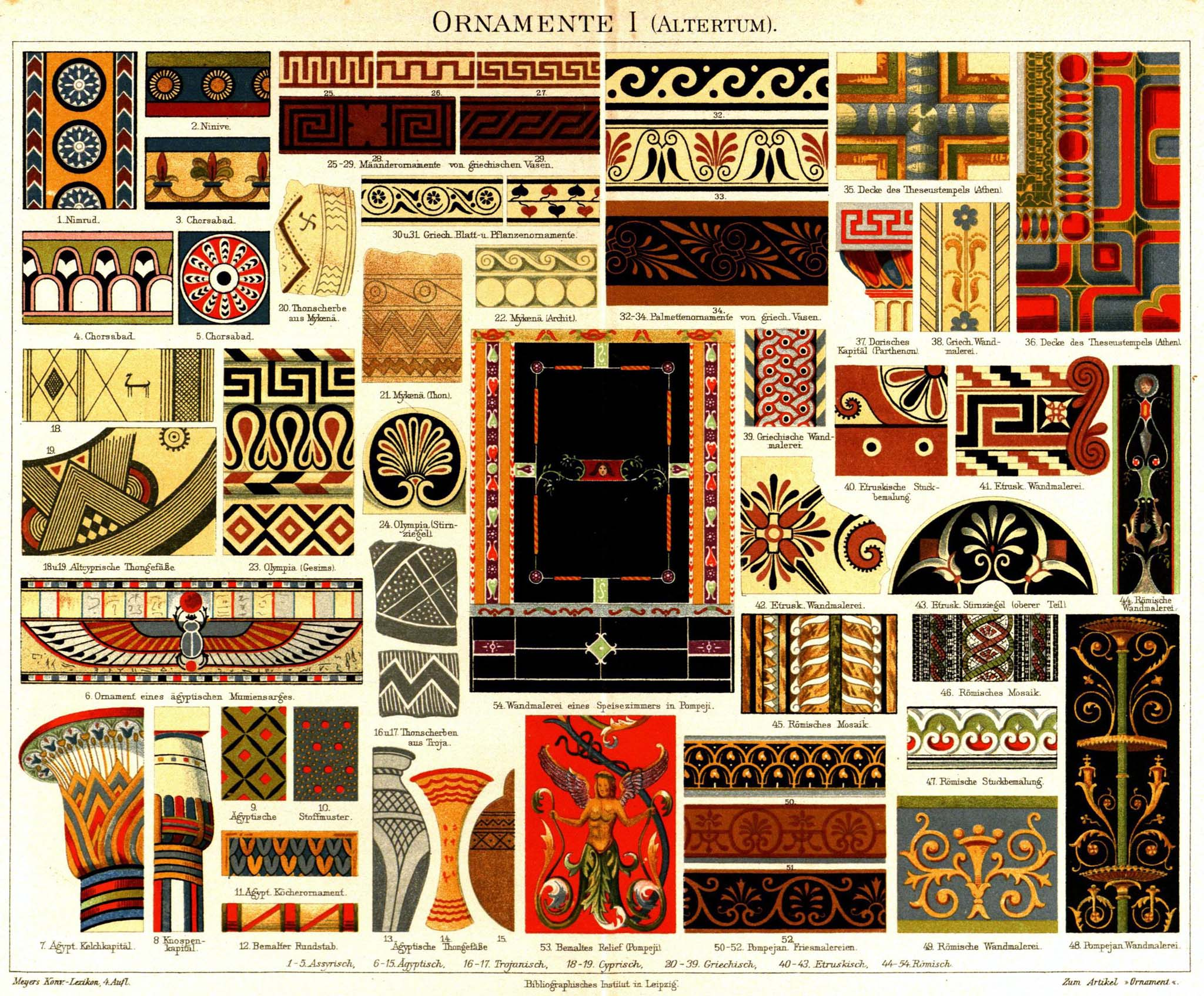
Starověké ornamenty
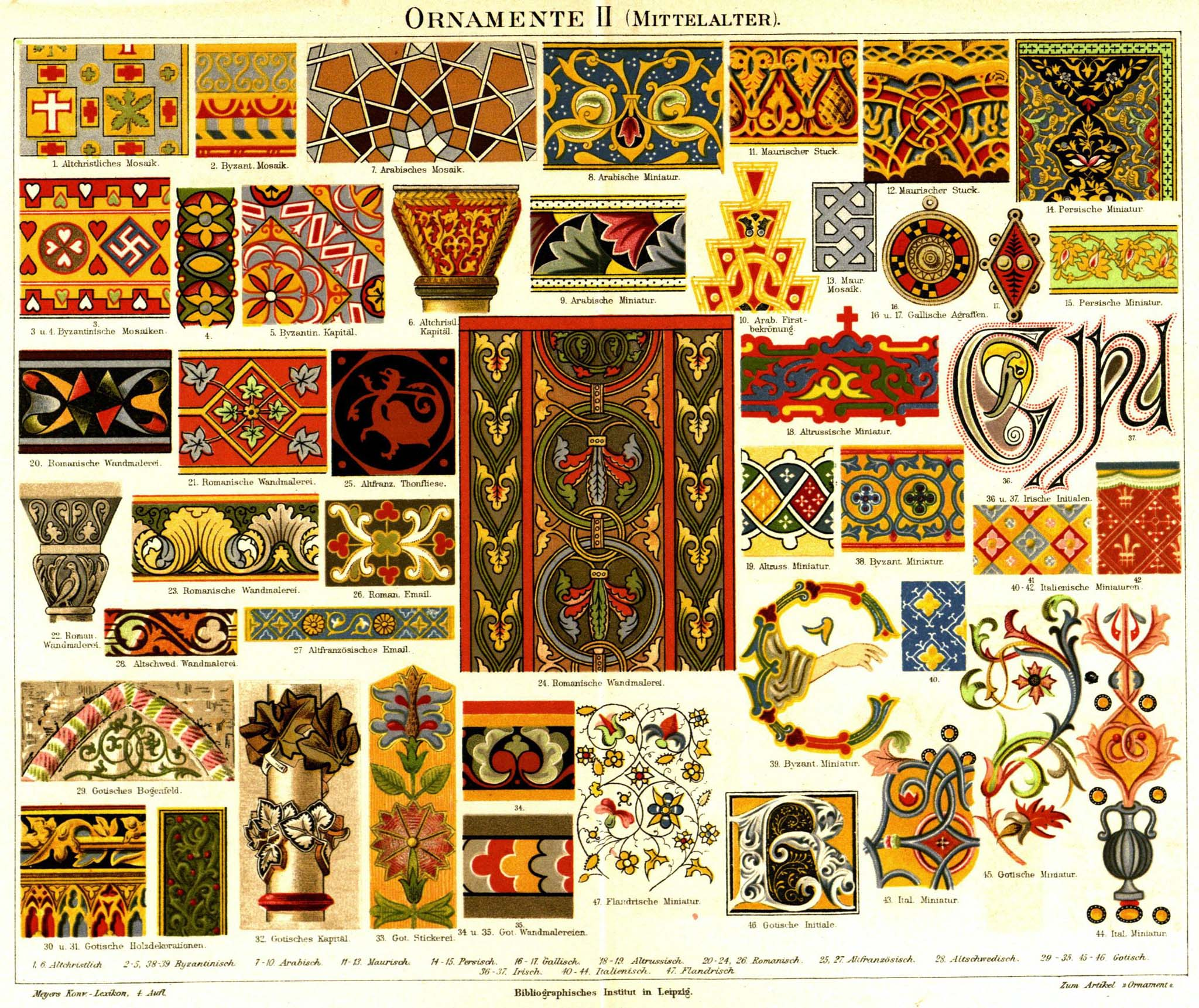
Středověké ornamenty
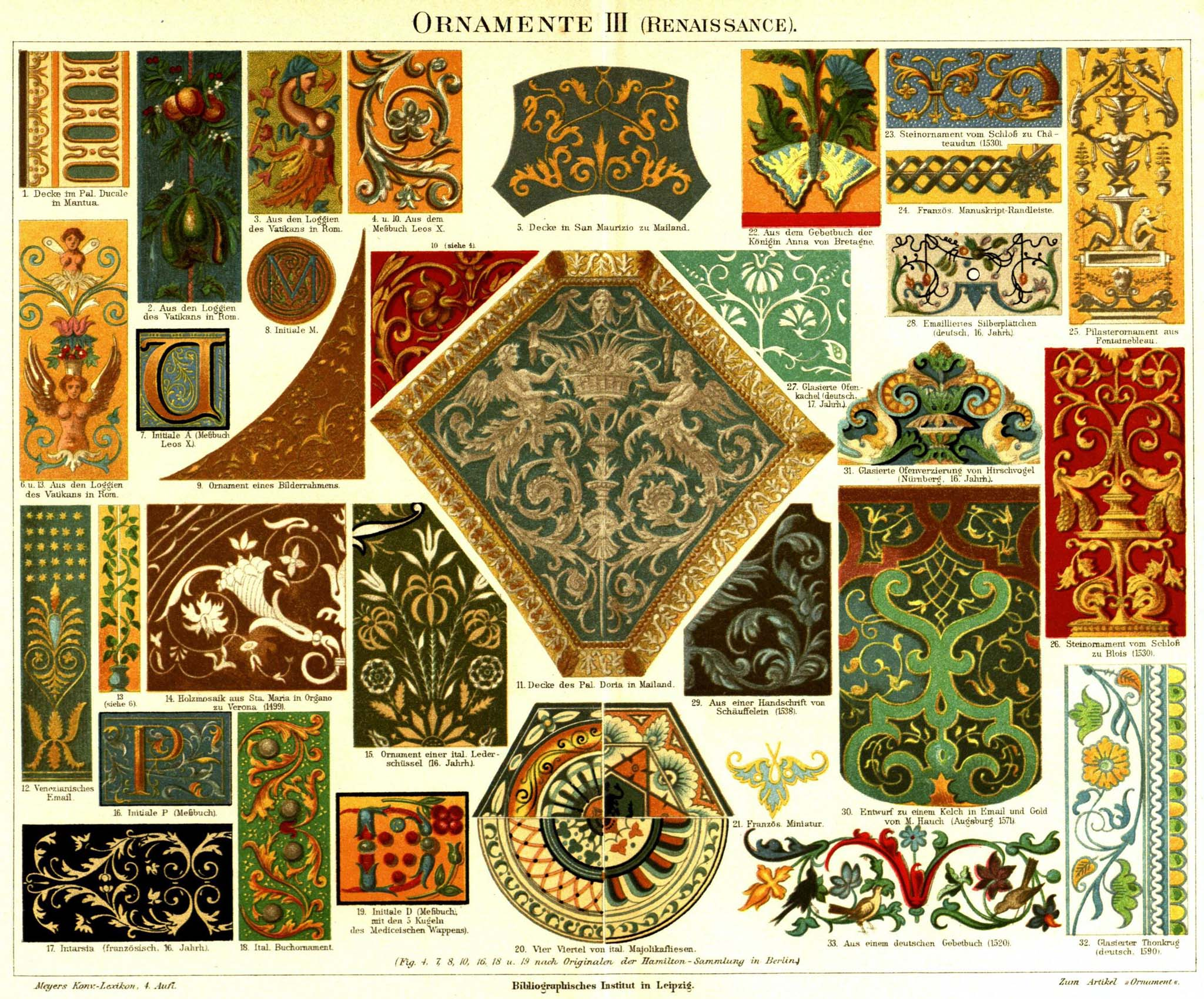
Renesanční ornamenty
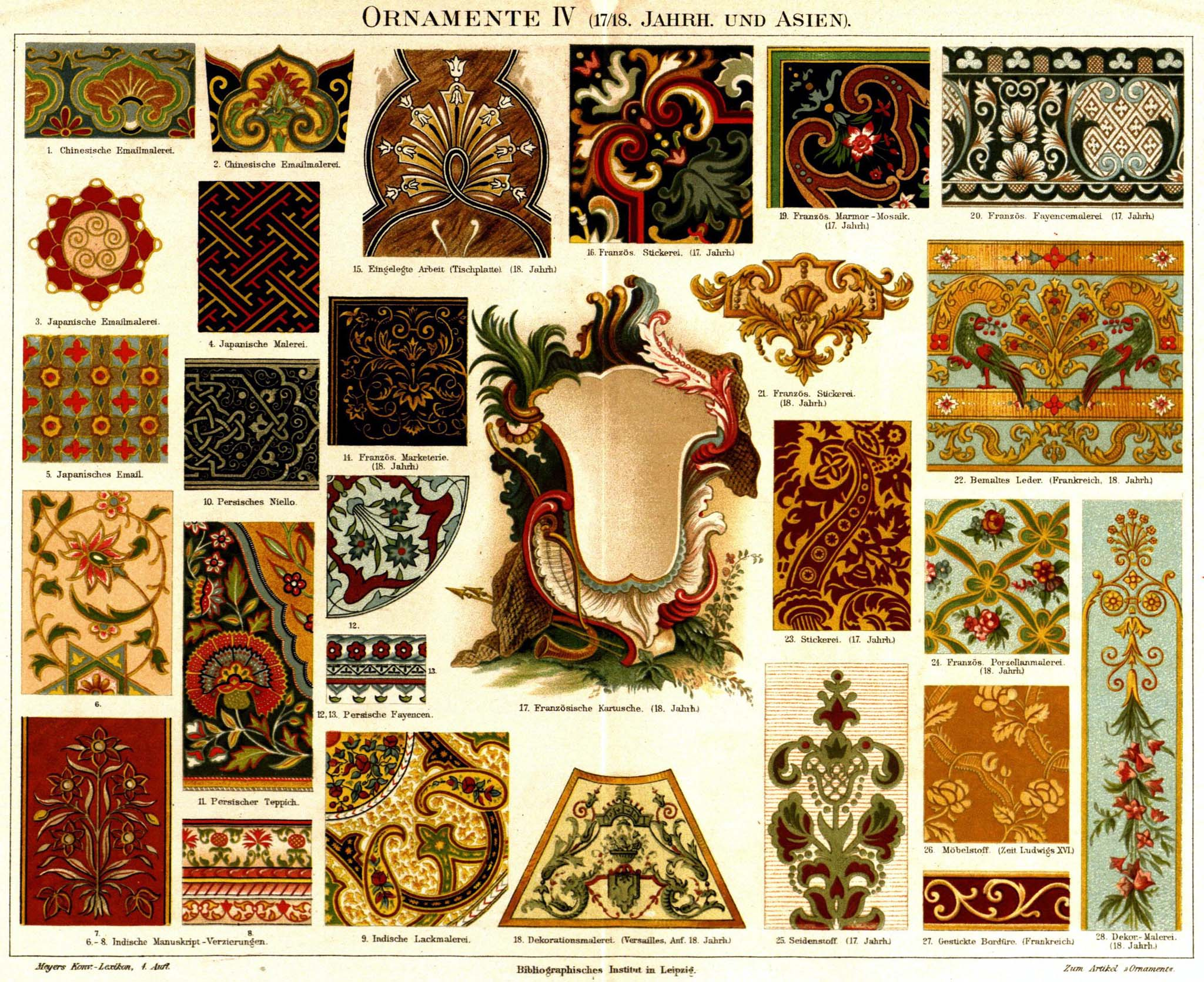
Barokní ornamenty